# Ergoyena

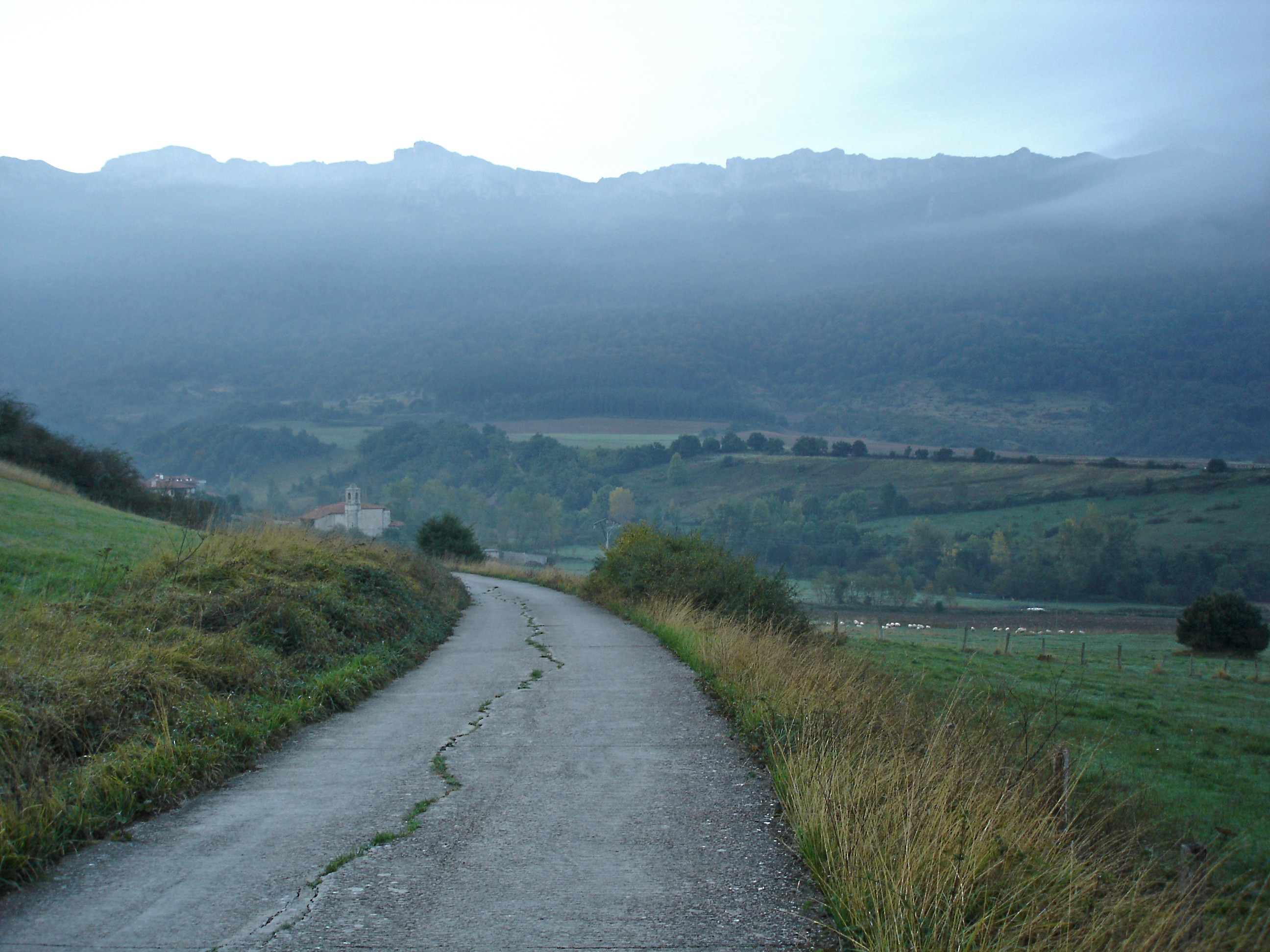
Camino de Torrano

Ergoyena (oficialmente en euskera: Ergoiena) es un valle y un municipio español de la Comunidad Foral de Navarra, situado en la merindad de Pamplona, en la comarca de la Barranca y a 44,5 km de la capital de la comunidad, Pamplona. El municipio está formado por los concejos de Lizarraga, Torrano y Unanua. Su población en 2021 fue de 366 habitantes (INE). 

## Toponimia
El nombre Ergoyena significa en lengua vasca "la tierra más alta". Está formado por (h)err(i) ("tierra, país o pueblo"), goien ("lo más alto) y -a (artículo). 
Ergoyena forma una especie de ramal o desvío del valle de La Barranca. Se encuentra situado a algo más altitud que el resto de pueblos vecinos de la comarca, que ocupan el fondo del valle, así Lizarraga se encuentra a 589 m de altura, frente a los 508 m de Echarri Aranaz o los 515 m de Bacáicoa. De ahí se cree que deriva el nombre de Ergoyena. 
El mismo topónimo aparece en otros lugares del País Vasco y Navarra refiriéndose siempre a barrios o lugares altos. 

## Geografía
El municipio está dividido en dos enclaves separados. Al sur de La Barranca se encuentra lo que propiamente es Ergoyena y donde se ubican los tres pueblos del municipio. 
Al norte de La Barranca existe una tenencia de monte que recibe el nombre de Monte Abajo y que pertenece también al municipio de Ergoyena. La división a mediados del siglo XIX de los montes comunes de la Comunidad de Aranaz entre los diferentes municipios que la formaban es el hecho que explica la pertenencia de Monte Abajo al municipio de Ergoyena.

## Demografía
Ergoyena cuenta con una población de 382 habitantes (INE 2024).
| Gráfica de evolución demográfica de Ergoyena entre 1857 y 2021 |
| |
| Población de derecho según los censos de población del INE Población de hecho según los censos de población del INEEn estos censos se denominaba Ergoyena: 1860, 1877, 1887, 1897, 1900, 1910, 1920, 1930, 1940, 1950, 1960, 1970 y 1981 En este censo se denominaba Ergoien: 1991 Entre el censo de 1857 y el anterior, aparece este municipio porque se fusionan los municipios 315069 (Lizárraga), 315099 (Torrano) y 315104 (Unanua) |

### Distribución de la población
El municipio se divide en las siguientes entidades de población, según el nomenclátor de población publicado por el INE (Instituto Nacional de Estadística). Los datos de población se refieren a 2014
| Entidad de Población | Pob. (2014) |
| -------------------- | ----------- |
| Lizarraga            | 194         |
| Torrano              | 110         |
| Unanua               | 96          |

## Administración y política
| Mandato   | Nombre del alcalde         | Partido político |
| --------- | -------------------------- | ---------------- |
| 2003-2007 | Fernando Echauri Gallardón | AE               |
| 2007-2011 | Fernando Echauri Gallardón | AE               |
| 2019-2023 | Emeterio Senar Elso        | Askogain         |